# Харчова промисловість

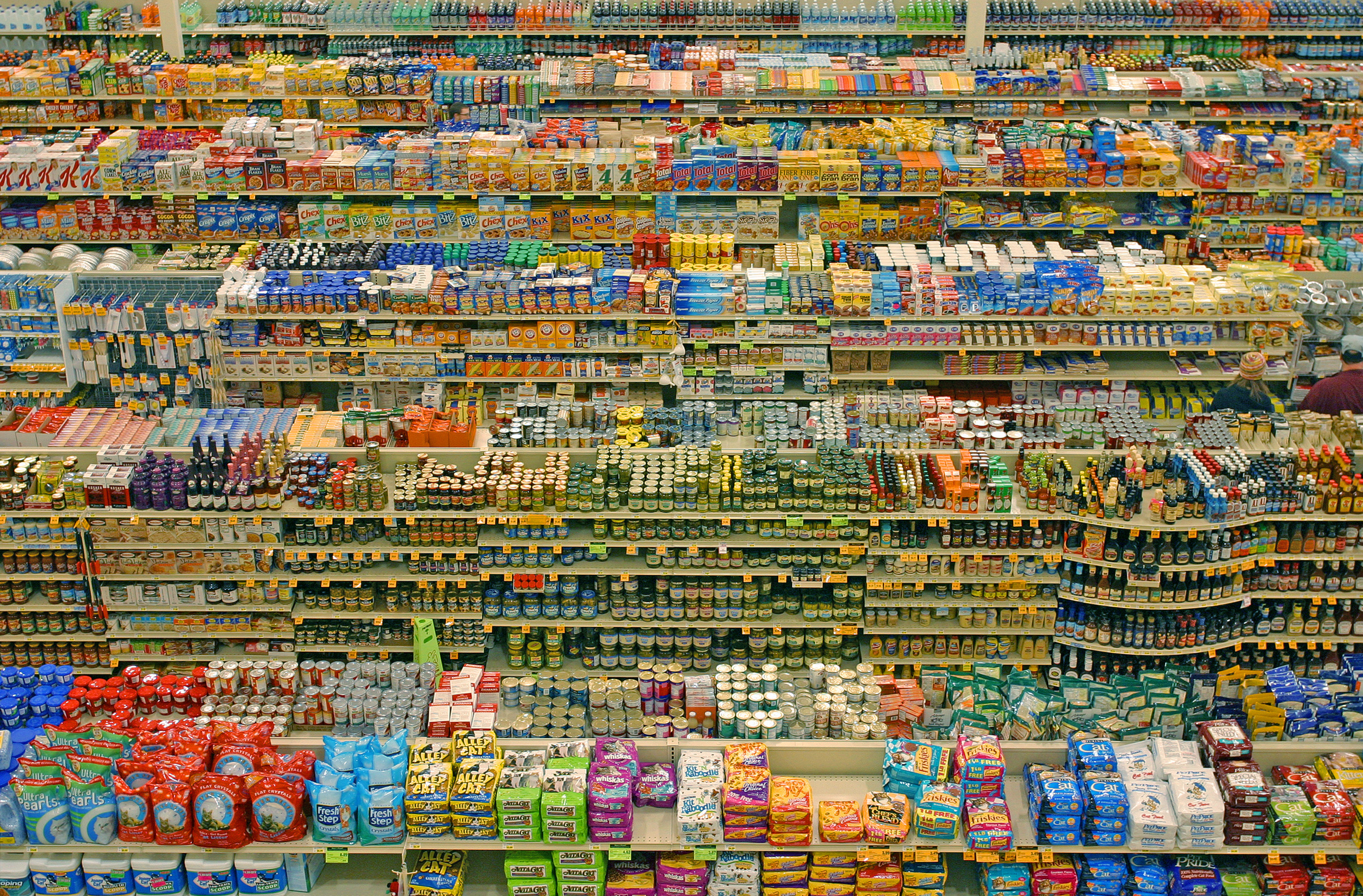
Упаковані продукти харчування в американському супермаркеті Фред Мейер

Харчова промисловість — галузь переробної промисловості, сукупність виробництв харчових продуктів у готовому вигляді або у вигляді напівфабрикатів, а також тютюнових виробів, мила і миючих засобів. У системі агропромислового комплексу харчова промисловість тісно пов'язана з сільським господарством як провайдером сировини і з торгівлею. Частина галузей харчової промисловості тяжіє до сировинних районів, інша частина — до районів споживання.

## Галузі
Головним завданням галузі є виробництво продуктів харчування до її складу входить майже 50 галузей і виробництв. Основні з них:
- Цукрова
- Борошномельна
- М'ясна
- Молочна
- Хлібопекарська
- Маслоробна
- Кондитерська
- Спиртова
- Макаронна
- Пивоварна
- Рибна
- Виноробна
- Круп'яна
- Консервна
- Тютюнова.

В Україні набули розвитку борошномельна та круп'яна промисловість, які виробляють із зернових культур борошно та крупи.

### Рибна промисловість
Рибна промисловість переробляє, передусім, морську й океанічну рибу, а також частково — річкову. Сировинною базою для рибної промисловості є середня та південна Атлантика, Індійський океан та південно-східна частина Тихого океану, Азовсько-Чорноморський басейн, внутрішні водойми. Переробка риби здійснюється на суднах-заводах, а також на рибопереробних комбінатах у великих портових містах.